# Arturo il baldo canguro
Arturo il baldo canguro (Daddy Duck) è un film del 1948 diretto da Jack Hannah. È un cortometraggio animato realizzato, in Technicolor, dalla Walt Disney Productions, uscito negli Stati Uniti il 16 aprile 1948 e distribuito dalla RKO Radio Pictures. A partire dagli anni novanta è più noto come Professione papà.

## Trama
Paperino decide di adottare un bambino, per poi scoprire essere un cucciolo di canguro estremamente vivace. Il cangurino provoca numerosi disastri in casa di Paperino, rifiutandosi pure di fare il bagno; ciò porta Paperino all'esasperazione. Mentre gioca, il cangurino finisce col rimanere faccia a faccia con un orso, che in realtà è morto, rimanendone spaventato. Paperino coglie l'occasione per giocare uno scherzo al cucciolo: inscena una lotta con l'orso morto per poi fingere di farsi divorare dall'animale, quando invece si è solo messo nella pelle dell'orso. Il cangurino, credendo che sia tutto vero, decide di salvare il papero combattendo contro l'orso. Paperino viene così inseguito e picchiato dal cucciolo, che lo "salva" dopo avergli lanciato contro una poltrona. Paperino viene scaraventato nella culla del cangurino, che lo bacia con affetto, lasciando a Paperino un sorriso.

## Distribuzione

### Edizioni home video

#### VHS
- Paperino disastri in cucina (febbraio 1995)
- Paperino piume, guai e simpatia (maggio 1999)
- Paperino un adorabile pasticcione (febbraio 2002)

#### DVD
Il cortometraggio è incluso nel DVD Walt Disney Treasures: Semplicemente Paperino - Vol. 3 e, come contenuto speciale, in quello di Bianca e Bernie nella terra dei canguri.